# Selesjö herrgård
Selesjö herrgård ligger i Finspångs kommun i Östergötland. Gården är belägen vid sjön Hunn och ligger i Skedevi socken.

## Historia
Gården ägdes under medeltiden av Askeby kloster för att 1383 förvärvas av Bo Jonsson Grip. Selesjö fick säteriprivilegier 1678 men dessa drogs in vid Karl XI:s reduktion.

## Gården
Huvudbyggnaden är en envånings timmerbyggnad med frontespis och brutet tak och gavlar med valmat tak. Fasaderna är klädda med gulmålad slätpanel med vitmålade pilastrar. Byggnadsåret anges till 1782, vilket årtal återfinns på den gustavianska portalen.
Flyglarna är av parstugestyp, där den ena är timrad och den andra är uppförd av resvirke. De är uppförda 1814 och 1817.
Stallet är en timrad byggnad från 1700-talet.